# Richard Alan Campbell
Richard Alan Campbell (...) è un attore statunitense.

## Filmografia

### Film
- 5ive Girls (2006)
- Charlie Bartlett (2007)

### Serie Televisive
- Warehouse 13 (2010)
- I misteri di Murdoch (2012)
- Reign (2013)